# Pamela Kosh
Pamela Kosh (Crayford, 1 de octubre de 1928 - 4 de mayo de 2022) fue una actriz de cine, teatro y televisión nacida en Inglaterra y nacionalizada estadounidense, reconocida por su actuación en las series Days of Our Lives, Saved by the Bell, Star Trek: The Next Generation y Frasier.

## Biografía
Kosh nació en Crayford, Kent, Inglaterra en 1928, pero desarrolló gran parte de su carrera en los Estados Unidos. Durante su trayectoria, que inició a mediados de la década de 1960, Kosh registró apariciones en series de televisión como Dynasty, L.A. Law, Murder, She Wrote, Matlock, Saved by the Bell, Days of Our Lives, Dr. Quinn, Medicine Woman, Frasier, Star Trek: The Next Generation, ER, Monk y Ned and Stacey en sus últimos años de carrera.
La actriz falleció el 4 de mayo de 2022 a 93 años.

## Filmografía

### Cine y televisión
- 2017 - Ned and Stacey
- 2012 - Superman vs. The Elite
- 2007 - Pushing Daisies
- 2007 - Desperate Housewives
- 2007 - My Name Is Earl
- 2007 - Monk
- 2006 - Courting Alex
- 2006 - Thick and Thin
- 2006 - The King of Queens
- 2006 - ER
- 2005 - Life on a Stick
- 2005 - Alias
- 2005 - The Bernie Mac Show
- 2002 - The Division
- 2002 - So Little Time
- 2001 - Double Take
- 2000 - Providence
- 2000 - Gilmore Girls
- 2000 - Beyond Belief: Fact or Fiction
- 1999 - Charmed
- 1999 - Zoe, Duncan, Jack & Jane
- 1998 - USA High
- 1998 - Team Knight Rider
- 1997 - Union Square
- 1996 - Family Matters
- 1996 - Murphy Brown
- 1996 - Kirk
- 1996 - Sweet Temptation
- 1996 - The Crew
- 1995 - Frasier
- 1994 - Star Trek: The Next Generation
- 1994 - Northern Exposure
- 1993 - Dr. Quinn, Medicine Woman
- 1993 - Saved by the Bell: The New Class
- 1992 - Days of Our Lives
- 1991 - Saved by the Bell
- 1991 - Jake and the Fatman
- 1991 - Matlock
- 1990 - The Trials of Rosie O'Neill
- 1990 - Mama's Family
- 1989 - Highway to Heaven
- 1989 - Dark Holiday
- 1989 - The Golden Girls
- 1987 - Murder, She Wrote
- 1987 - L.A. Law
- 1986 - Dynasty
- 1985 - Hotel
- 1968 - Star!